# أصوات النسوية في علم النفس
أصوات النسوية في علم النفس (PFV) (بالإنجليزية: Psychology's Feminist Voices)‏، هو أرشيف رقمي عبر الإنترنت يحتوي على قصص النساء في علم النفس في الماضي، وعلماء النفس النسويين المعاصرين الذين شكّلوا تخصص علم النفس ويواصلون تحويله. وهي تضم مجموعة واسعة من المواد، بما في ذلك ملفات السيرة الذاتية الأصلية، ونصوص المقابلات الشخصية للتاريخ الشفوي، ومحتوى الفيديو، والجداول الزمنية، والببليوغرافيا، وموارد التعلم، وفيلم وثائقي أصلي مدته 40 دقيقة عن نشأة علم النفس النسوي ووضعه الحالي في الولايات المتحدة.
ويتوسع المشروع باستمرار، ويوجد به حاليا قاعدة بيانات تتضمن ملفات أكثر من 250 أخصائياً نفسياً من جميع أنحاء العالم.
كما أن أصوات النسوية في علم النفس هي أيضاً مورد تعليمي على الإنترنت، مع عينة من المناهج الدراسية لتدريس تاريخ علم النفس من منظور نسوي وأدلة تعليمية لدمج مواد الرابطة في التاريخ وعلم النفس في الدورات الدراسية المتعلقة بنوع الجنس، والواجبات، والنشرات، ومقاطع الفيديو التعليمية.
إن PFV هي مصدر مجاني وجميع نصوص المقابلات قابلة للتنزيل كملفات بتنسيق pdf؛ ويتوفر كل محتوى الفيديو على الموقع وفي قناة اليوتيوب الخاصة بالنسويات؛ جميع نسخ المقابلات محمية بحقوق الطبع والنشر للأصوات النسوية إلا في الحالات المشار إليها.

## تاريخ
أسس ألكسندرا روثرفورد مشروع أصوات النساء في علم النفس في عام 2004. وبدأ كمجموعة من التاريخ الشفوي مع علماء النفس النسويين المعاصرين، الذين أسس العديد منهم مجال علم النفس النسوي في الولايات المتحدة وكندا في أوائل سبعينيات القرن العشرين. ومع ذلك، سرعان ما توسعت لتشمل هدفاً أكبر: توثيق المرأة عبر تاريخ علم النفس، فضلاً عن عينة كبيرة ومتنوعة من علماء النفس النسويين من أجل خلق صورة شاملة عن تأثير النوع الاجتماعي، ومشاركة المرأة، والحركة النسائية على تطور علم النفس كعلم ومهنة. وقد تم إطلاق الموقع الإلكتروني، feministvoices الخاص به، في عام 2010، ولديه الآن موقع فيسبوك، وقناة يوتيوب، وتويتر.
يقع هذا المشروع في جامعة يورك، تورونتو، كندا. وقد تلقى تمويلاً من مجلس بحوث العلوم الاجتماعية والعلوم الإنسانية في كندا، وقد تم تأييدها من قبل جمعية علم النفس للمرأة، شعبة 35 من الجمعية النفسية الأمريكية (APA)، وجمعية تاريخ علم النفس، القسم 26 من الجمعية البرلمانية الآسيوية، وقسم المرأة وعلم النفس من الجمعية النفسية الكندية، ورابطة المرأة في علم النفس.

## البُنية
يحتوي الأرشيف الرقمي للأصوات النسوية في علم النفس على قسمين رئيسيين: ماضي النساء (1848-1950) والتواجد النسوي (1950-). ويحتوي قسم ماضي المرأة على صور للنساء اللواتي حصلن على درجات الدكتوراه في علم النفس قبل عام 1950. ويتضمن قسم «التواجد النسائي» مقاطع وملامح عن علماء النفس النسويين الذين حصلوا على الدكتوراه بعد عام 1950 ومقابلات معهم. ويحتوي كلا القسمين على الأقسام الفرعية التالية:
- ملفات التعريف: لكل عالم نفس صفحة شخصية تحتوي على تدريبه، وانتماءاته، والسير الذاتية، والروابط الإعلامية، وصوره، وقائمة بالأعمال المختارة. كما تتضمن ملفات تعريف الحضور النسوي عادةً نصوصاً، ومقاطع فيديو للمقابلات التي أجراها فريق PFV.
- الجدول الزمني: يقدم تسلسلاً زمنياً للأحداث الرئيسية في التاريخ وعلم النفس النسوي، بدءاً باتفاقية سينيكا فولز لعام 1848 وصولاً إلى الإنجازات الأخيرة مثل نشر تقرير جمعية علم النفس النسائي الخاص عن الاتجار بالنساء والفتيات من قبل جمعية علم النفس التابع للجنة الخاصة المعنية بالمرأة.[14]

- المصادر: تشمل المراجع، والمواد التعليمية، والمواقع الإلكترونية، والمحفوظات مع المجموعات ذات الصلة. كل هذه الموارد تهدف إلى أن تكون بمثابة نقاط انطلاق للتدريس، وللبحوث حول تاريخ المرأة في علم النفس والعلوم، فضلاً عن تاريخ الحركة النسائية. كما تم تصوير سلسلة من مقاطع الفيديو التعليمية «علماء النفس النسويين يتحدثون عن...».[15] الفيديو الأول في السلسلة يتناول الصحة العقلية للنساء[16]، والعلاج النسائي.

- البحث في الصفحة: محتوى الموقع قابل للبحث حسب الكلمة الرئيسية، والاسم، وتاريخ الميلاد، والوفاة، وموقع التدريب والانتماء.[17] كما تتضمن هذه الصفحة أيضاً لافتة متجددة المحتوى تحمل «علماء النفس المميزين».[18]

## محتوى إضافي
موارد الفيديو: الوجه المتغير لعلم النفس النسوي هو فيلم وثائقي أصلي، يستخدم مواد أرشيفية ومقابلات لاستكشاف السياق الذي ظهر فيه علم النفس النسوي، وكيف شكّل مجال علم النفس. يمكن أيضاً العثور على مقاطع المقابلة الأصلية من علماء النفس الفرديين على قناة PFV على يوتيوب.

## الروابط الخارجية
- Psychology's Feminist Voices
- Women’s Caucus of the History of Science Society – Resources